# Trigoniidae
Famille
Trigoniidae est une famille presque exclusivement fossile de mollusques bivalves protobranches. Dans cette famille un seul genre est encore vivant : Neotrigonia.
C'est la seule famille de l'ordre des Trigonioida.

## Liste des sous-familles et des genres

### Sous-familleNeotrigoniinae
- Neotrigonia Cossmann, 1912

### Sous-familleTrigoniinae
- † Trigonia
- † Agonisca
- † Maoritrigonia
- † Praegonia
- † Minetrigonia
- † Pseudomyophorella

### Sous-familleProsogyrotrigoniinae
- † Prosogyrotrigonia
- † Prorotrigonia

### Sous-famillePsilotrogoniinae
- † Psilotrigonia

### Sous-familleMyophorellinae
- † Frenguilellella
- † Jaworskiella
- † Myophorella
- † Vaugonia
- † Orthotrigonia
- † Scaphotrigonia

### Sous-familleLaevitrigoniinae
- † Laevitrigonia
- † Liotrigonia

## Galerie

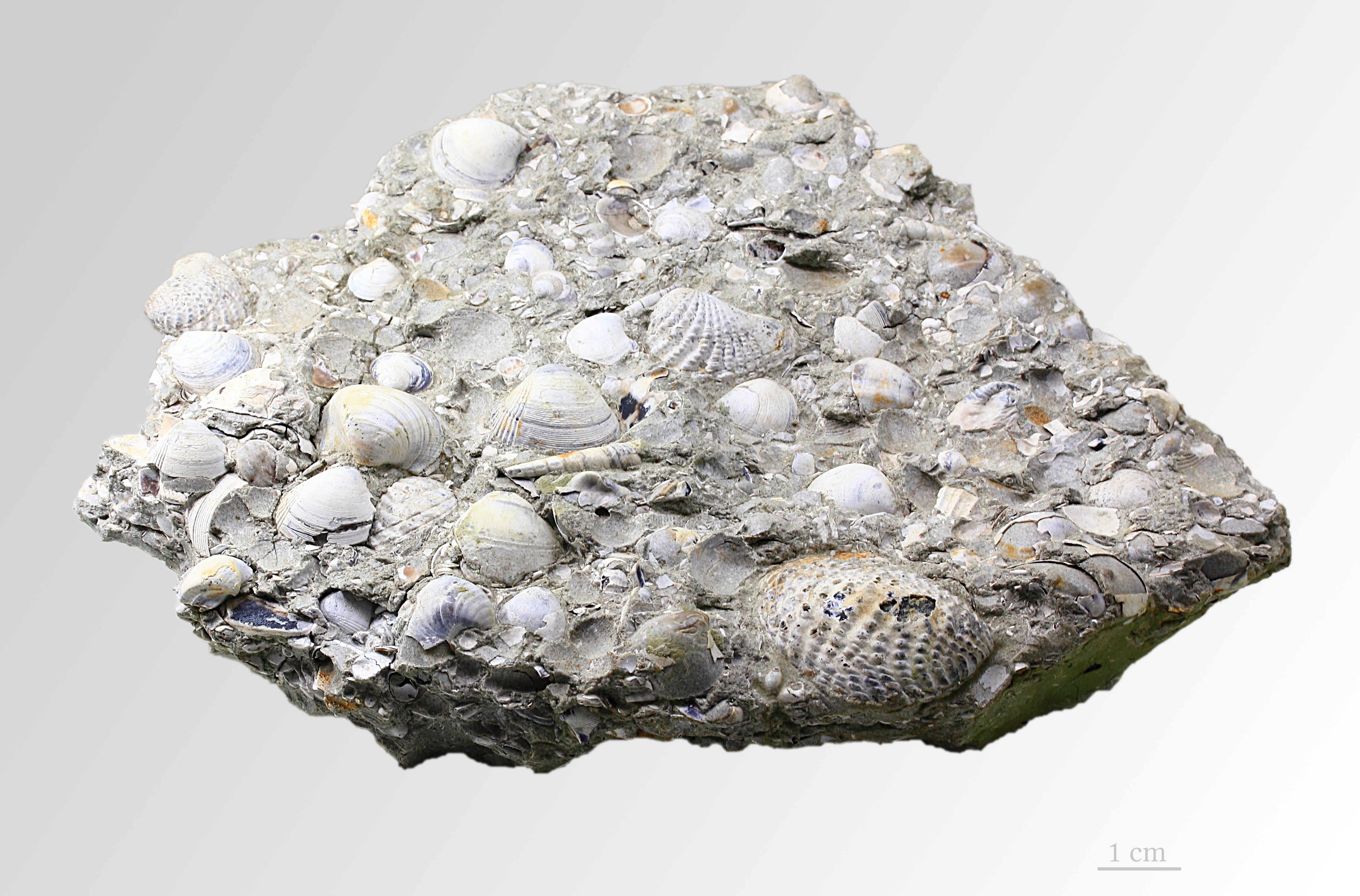
Trigonia daedalea
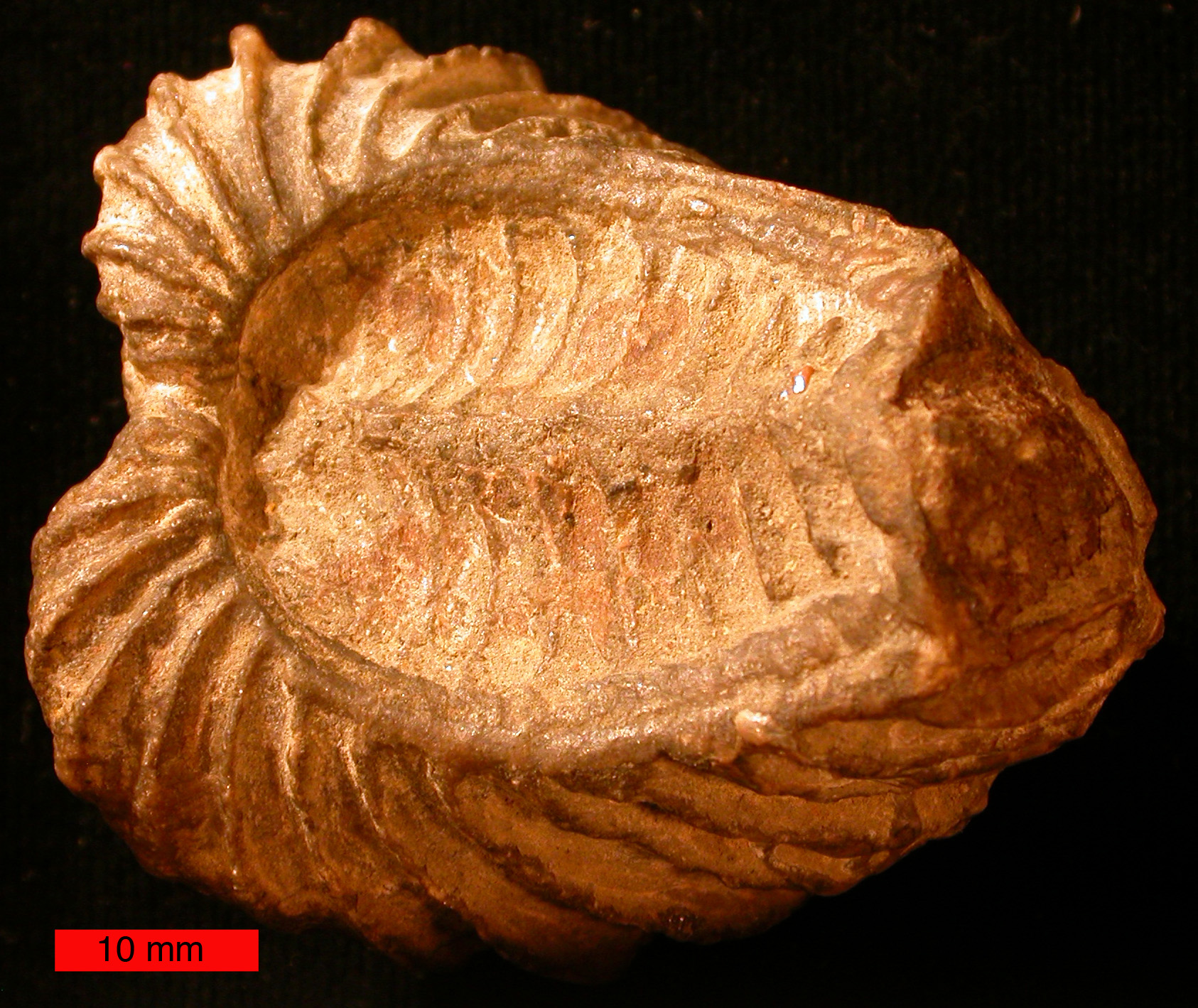
Trigonia, Crétacé, Texas, USA
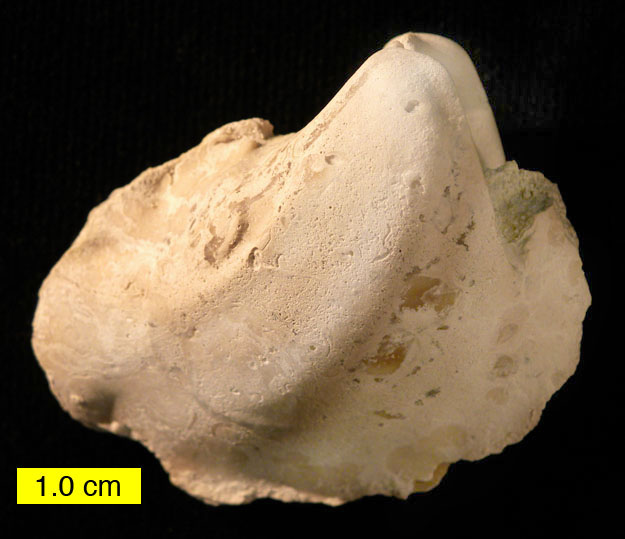
Laevitrigonia gibbosa.